# 南西放送
南西放送（日语：南西放送株式会社，なんせいほうそう）是日本電視台為了在沖繩縣獲得電視播出執照而設立的一家公司，設立於1989年7月。沖繩縣的10家企業（琉球銀行、沖繩銀行、沖繩海邦銀行、沖繩電力、琉球石油、金秀本社、沖繩縣農協中央會、琉球巴士、沖繩製糖、白石）和富士電視台等公司亦有出資。當時受到日本全國民營電視四台化的影響，沖繩縣只有兩家民營電視台（琉球放送和琉球朝日放送）有意設立第三家及第四家民營電視台；但由於日本泡沫經濟崩潰後各核心台無意進行大規模投資，該計畫最終擱淺，南西放送未能開播。現在日本電視台在沖繩縣的取材由日本電視台那霸支局負責，部分日本電視系的節目在沖繩電視台亦有播出。